# Rein Strikwerda
Reinder (Rein) Strikwerda (Franeker, 3 juni 1930 - De Bilt, 23 oktober 2006) was een Nederlandse orthopedisch chirurg die internationale bekendheid verwierf door het nauwkeurig omschrijven van het bekende voetbalknietje.
Een meniscusletsel aandoening en het behandelen van deze blessure.
Hij begon zijn succesvolle carrière als clubarts van de voetbalclub Go Ahead Eagles en was later onder andere actief bij FC Utrecht.
Strikwerda heeft drie boeken over sportgeneeskunde uitgebracht. Ook schreef hij jarenlang columns voor het tijdschrift "Voetbal International" over (de gevolgen van) sportblessures.
Rein Strikwerda overleed op 76-jarige leeftijd.